# Baronía de Albatera
La Baronía de Albatera fue una baronía que concedió el rey Juan II de Aragón en 1463 a Ramón de Rocafull. 

## Barones de Albatera
|                                               | Titular                                       | Periodo                                          |
| Otorgado por el rey Juan II de Aragón en 1463 | Otorgado por el rey Juan II de Aragón en 1463 | Otorgado por el rey Juan II de Aragón en 1463    |
| --------------------------------------------- | --------------------------------------------- | ------------------------------------------------ |
| I                                             | Ramón de Rocafull                             | (1463 - (?))                                     |
| II                                            | Enrique de Rocafull y Vilanova                | ((?) - 1511)                                     |
| III                                           | Ramón de Rocafull y Cardona                   | (1511 - 1547)                                    |
| IV                                            | Enrique de Rocafull y Boil                    | (1547 - 1585)                                    |
| V                                             | Ramón de Rocafull y Cascales                  | (1585 - (?))                                     |
| VI                                            | Gaspar de Rocafull y Mercader                 | ((?) - 1628) Último Señor y I Conde de Albatera. |

## Linajes
Desde la creación de la baronía de Albatera, un único linaje fue propietario de este feudo, portando el título de nobleza de Barón de Albatera. 
- Casa de Rocafull (1463-1628)